# Bob's Bad Day
Bob's Bad Day est un jeu vidéo de puzzle sorti en 1993 sur Amiga. Il a été développé par The Dome Software et édité par Psygnosis.